# Banda Battestini
La Banda Battestini, così chiamata per il cognome di due fratelli che ne facevano parte, è stata una banda criminale pescarese, attiva dalla fine degli anni 70 all'inizio degli anni 80 e protagonista di una serie di rapine. Grazie ad un pentito, alcuni banditi finirono in carcere. I due fratelli, Pasquale e Rolando, hanno un altro fratello, il fumettista Roberto Battestini. Ne facevano parte Massimo Ballone, Raimondo Coletta, Italo Ceci (freddato il 20 gennaio 2012 a Pescara), e altri.